# BAFTA (премия, 1956)
9-я церемония вручения наград премии BAFTA

Лондон, Англия
Лучший фильм: 

Ричард III 

Richard III
Лучший британский фильм: 

Ричард III 

Richard III
< 8-я Церемонии вручения 10-я >
9-я церемония вручения наград премии BAFTA за заслуги в области кинематографа за 1955 год состоялась в Лондоне в 1956 году.
За награду в категории «Лучший фильм» соперничали четыре киноленты из США («Кармен Джонс», «К востоку от рая», «Марти», «Плохой день в Блэк Роке»), по одной из Италии («Дорога») и Японии («Семь самураев»), картина совместного итало-американского производства («Летняя пора») и ещё семь из Великобритании, также номинированные в категории «Лучший британский фильм».
Ниже приведён полный список победителей и номинантов премии с указанием имён режиссёров, актёров и сценаристов, а также оригинальных и русскоязычных названий фильмов. Названия фильмов и имена кинодеятелей, победивших в соответствующей категории, выделены жирным шрифтом и отдельным цветом.
| Фильмы                                          |                                           |                                         |                                                 |
| Категория                                       | Фильм — русскоязычное название            | Фильм — оригинальное название           | Режиссёр                                        |
| Лучший фильм                                    | • «Ричард III»                            | Richard III                             | Лоренс Оливье                                   |
| Лучший фильм                                    | • «Дорога»                                | La Strada                               | Федерико Феллини                                |
| Лучший фильм                                    | • «Кармен Джонс»                          | Carmen Jones                            | Отто Премингер                                  |
| Лучший фильм                                    | • «К востоку от рая»                      | East of Eden                            | Элиа Казан                                      |
| Лучший фильм                                    | • «Колдиц»                                | The Colditz Story                       | Гай Хэмилтон                                    |
| Лучший фильм                                    | • «Лето»                                  | Summertime                              | Дэвид Лин                                       |
| Лучший фильм                                    | • «Марти»                                 | Marty                                   | Делберт Манн                                    |
| Лучший фильм                                    | • «Ночь, в которую мне суждено погибнуть» | The Night My Number Came Up             | Лесли Норман                                    |
| Лучший фильм                                    | • «Пленник»                               | The Prisoner                            | Питер Гленвилл                                  |
| Лучший фильм                                    | • «Плохой день в Блэк Роке»               | Bad Day at Black Rock                   | Джон Стёрджес                                   |
| Лучший фильм                                    | • «Разрушители плотин»                    | The Dam Busters                         | Майкл Андерсон                                  |
| Лучший фильм                                    | • «Семь самураев»                         | 七人の侍                                | Акира Куросава                                  |
| Лучший фильм                                    | • «Симба»                                 | Simba                                   | Брайан Десмонд Хёрст                            |
| Лучший фильм                                    | • «Убийцы леди»                           | The Ladykillers                         | Александр Маккендрик                            |
| Лучший британский фильм                         | • «Ричард III»                            | Richard III                             | Лоренс Оливье                                   |
| Лучший британский фильм                         | • «Колдиц»                                | The Colditz Story                       | Гай Хэмилтон                                    |
| Лучший британский фильм                         | • «Ночь, в которую мне суждено погибнуть» | The Night My Number Came Up             | Лесли Норман                                    |
| Лучший британский фильм                         | • «Пленник»                               | The Prisoner                            | Питер Гленвилл                                  |
| Лучший британский фильм                         | • «Разрушители плотин»                    | The Dam Busters                         | Майкл Андерсон                                  |
| Лучший британский фильм                         | • «Симба»                                 | Simba                                   | Брайан Десмонд Хёрст                            |
| Лучший британский фильм                         | • «Убийцы леди»                           | The Ladykillers                         | Александр Маккендрик                            |
| Лучший анимационный фильм                       | • «Мерцающая пустота»                     | Blinkity Blank                          | Норман Макларен                                 |
| Лучший анимационный фильм                       | • «Бюджет Фуджета»                        | Fudget’s Budget                         | Роберт Кэннон                                   |
| Лучший анимационный фильм                       | • «Леди и Бродяга»                        | Lady and the Tramp                      | Клайд Джероними, Уилфред Джексон, Хэмилтон Ласк |
| Лучший анимационный фильм                       | • «Скотный двор»                          | Animal Farm                             | Джон Хэлас, Джой Бэтчелор                       |
| Лучший анимационный фильм                       | • «Экспресс мистера Магу»                 | Magoo Express                           | Пит Бёрнесс                                     |
| Лучший анимационный фильм                       | • —                                       | Down a Long Way                         | —                                               |
| Лучший документальный фильм                     | • «Исчезающая прерия»                     | The Vanishing Prairie                   | Джеймс Алгар                                    |
| Лучший документальный фильм                     | • «Бесконечная битва»                     | Strijd zonder einde                     | Берт Ханстра                                    |
| Лучший документальный фильм                     | • «Золото»                                | Gold                                    | Колин Лоу                                       |
| Лучший документальный фильм                     | • —                                       | Miner’s Window                          | —                                               |
| Специальная награда Special Award               | • «Пальто на заказ»                       | The Bespoke Overcoat                    | Джек Клейтон                                    |
| Специальная награда Special Award               | • —                                       | Mr. Mensah Builds a House               | Шон Грэм                                        |
| Специальная награда Special Award               | • —                                       | The Steps of Age                        | —                                               |
| Награда объединённых наций United Nations Award | • «Дети Хиросимы»                         | 原爆の子                                | Канэто Синдо                                    |
| Награда объединённых наций United Nations Award | • «Плохой день в Блэк Роке»               | Bad Day at Black Rock                   | Джон Стёрджес                                   |
| Награда объединённых наций United Nations Award | • «Симба»                                 | Simba                                   | Брайан Десмонд Хёрст                            |
| Награда объединённых наций United Nations Award | • «Эскапада»                              | Escapade                                | Филип Ликок                                     |
| Актёрские работы                                |                                           |                                         |                                                 |
| Категория                                       | Имя                                       | Фильм — русскоязычное название          | Фильм — оригинальное название                   |
| Лучший британский актёр                         | • Лоренс Оливье                           | «Ричард III»                            | Richard III                                     |
| Лучший британский актёр                         | • Элфи Басс                               | «Пальто на заказ»                       | The Bespoke Overcoat                            |
| Лучший британский актёр                         | • Алек Гиннесс                            | «Пленник»                               | The Prisoner                                    |
| Лучший британский актёр                         | • Кеннет Мор                              | «Глубокое синее море»                   | The Deep Blue Sea                               |
| Лучший британский актёр                         | • Майкл Редгрейв                          | «Ночь, в которую мне суждено погибнуть» | The Night My Number Came Up                     |
| Лучший британский актёр                         | • Джек Хокинс                             | «Пленник»                               | The Prisoner                                    |
| Лучший иностранный актёр                        | • Эрнест Боргнайн                         | «Марти»                                 | Marty                                           |
| Лучший иностранный актёр                        | • Джеймс Дин                              | «К востоку от рая»                      | East of Eden                                    |
| Лучший иностранный актёр                        | • Джек Леммон                             | «Мистер Робертс»                        | Mister Roberts                                  |
| Лучший иностранный актёр                        | • Тосиро Мифунэ                           | «Семь самураев»                         | 七人の侍                                        |
| Лучший иностранный актёр                        | • Такаси Симура                           | «Семь самураев»                         | 七人の侍                                        |
| Лучший иностранный актёр                        | • Фрэнк Синатра                           | «Не как чужой»                          | Not as a Stranger                               |
| Лучшая британская актриса                       | • Кэти Джонсон                            | «Убийцы леди»                           | The Ladykillers                                 |
| Лучшая британская актриса                       | • Маргарет Джонстон                       | «Хватай и беги»                         | Touch and Go                                    |
| Лучшая британская актриса                       | • Дебора Керр                             | «Конец романа»                          | The End of the Affair                           |
| Лучшая британская актриса                       | • Маргарет Локвуд                         | «В роли мрачной тени»                   | Cast a Dark Shadow                              |
| Лучшая иностранная актриса                      | • Бетси Блэр                              | «Марти»                                 | Marty                                           |
| Лучшая иностранная актриса                      | • Джуди Гарленд                           | «Звезда родилась»                       | A Star Is Born                                  |
| Лучшая иностранная актриса                      | • Дороти Дэндридж                         | «Кармен Джонс»                          | Carmen Jones                                    |
| Лучшая иностранная актриса                      | • Грейс Келли                             | «Деревенская девушка»                   | The Country Girl                                |
| Лучшая иностранная актриса                      | • Джульетта Мазина                        | «Дорога»                                | La Strada                                       |
| Лучшая иностранная актриса                      | • Мэрилин Монро                           | «Зуд седьмого года»                     | The Seven Year Itch                             |
| Лучшая иностранная актриса                      | • Джули Харрис                            | «Я — фотоаппарат»                       | I Am a Camera                                   |
| Лучшая иностранная актриса                      | • Кэтрин Хепбёрн                          | «Лето»                                  | Summertime                                      |
| Самый многообещающий новичок                    | • Пол Скофилд                             | «Эта леди»                              | That Lady                                       |
| Самый многообещающий новичок                    | • Джо Ван Флит                            | «К востоку от рая»                      | East of Eden                                    |
| Другие категории                                |                                           |                                         |                                                 |
| Категория                                       | Имя                                       | Фильм — русскоязычное название          | Фильм — оригинальное название                   |
| Лучший сценарий для британского фильма          | • Уильям Роуз                             | «Убийцы леди»                           | The Ladykillers                                 |
| Лучший сценарий для британского фильма          | • Теренс Реттиген                         | «Глубокое синее море»                   | The Deep Blue Sea                               |
| Лучший сценарий для британского фильма          | • Николас Фиппс, Джек Дэвис               | «Доктор на море»                        | Doctor at Sea                                   |
| Лучший сценарий для британского фильма          | • Р. С. Шеррифф                           | «Ночь, в которую мне суждено погибнуть» | The Night My Number Came Up                     |
| Лучший сценарий для британского фильма          | • Бриджет Боланд                          | «Пленник»                               | The Prisoner                                    |
| Лучший сценарий для британского фильма          | • Сидни Гиллиат, Вэл Валентайн            | «Преданный муж»                         | The Constant Husband                            |
| Лучший сценарий для британского фильма          | • Р. С. Шеррифф                           | «Разрушители плотин»                    | The Dam Busters                                 |
| Лучший сценарий для британского фильма          | • Джон Бейнс                              | «Симба»                                 | Simba                                           |
| Лучший сценарий для британского фильма          | • Уильям Роуз                             | «Хватай и беги»                         | Touch and Go                                    |